# Bronislaus Sochaczewski
Bronislaus Sochaczewski (* 15. Mai 1886 in Brusy; † 13. Mai 1940 im KZ Sachsenhausen) war ein deutscher römisch-katholischer Geistlicher und Märtyrer.

## Leben
Bronislaus Sochaczewski wurde südwestlich Danzig in Brusy geboren. Er absolvierte das Priesterseminar in Braunsberg und wurde am 26. Januar 1913 in Frauenburg zum Priester geweiht. Die Stationen seines Wirkens waren zuerst: Kaplan in Postolin/Pestlin (Kreis Stuhm) und ab 1920 in Marienwerder. Da er sich dem Polentum zugehörig fühlte und sich in den Volksabstimmungen in Ost- und Westpreußen gegen den Willen des Bischofs für die polnische Seite engagierte, wurde er nach Heiligelinde und 1924 nach Groß Lemkendorf (Kreis Allenstein) versetzt.
1931 wurde er Pfarrer der überwiegend polnischen Gemeinde Krasna Łąka/Schönwiese (Kreis Stuhm). Ab 1933 bedrängte ihn die Gestapo mit Hausdurchsuchung und Verhör. Im August 1935 ermittelte das Sondergericht Elbing gegen ihn wegen regimekritischer Passagen seiner Predigten. Am 10. Mai 1939 wurde er aus Ostpreußen ausgewiesen. Mit der ihm im Bistum Kulm übertragenen Gemeinde flüchtete er am 1. September 1939 nach Warschau, kehrte aber in das Gebiet um Thorn zurück. Dort wurde er im Oktober 1939 verhaftet und kam über das KZ Stutthof in das KZ Sachsenhausen, wo er am 13. Mai 1940 an Misshandlungen durch mehrere SS-Scharführer starb. Er war 53 Jahre alt.

## Gedenken
Die Römisch-katholische Kirche in Deutschland hat Bronislaus Sochaczewski als Märtyrer aus der Zeit des Nationalsozialismus in das deutsche Martyrologium des 20. Jahrhunderts aufgenommen.